# Kylie Christmas: Snow Queen Edition
Kylie Christmas: Snow Queen Edition è una riedizione del tredicesimo album in studio natalizio Kylie Christmas della cantante australiana Kylie Minogue, pubblicato nel novembre 2016.

## Pubblicazione
Minogue ha annunciato l'uscita di Kylie Christmas: Snow Queen Edition il 2 novembre 2016. La copertina dell'album e la tracklist sono stati rivelati lo stesso giorno. Il 4 novembre 2016, l'album è stato reso disponibile per il preordine in tutto il mondo tramite il sito ufficiale della Minogue, offrendo diverse opzioni di acquisto. È stato rilasciato mondialmente il 25 novembre 2016.

## Promozione

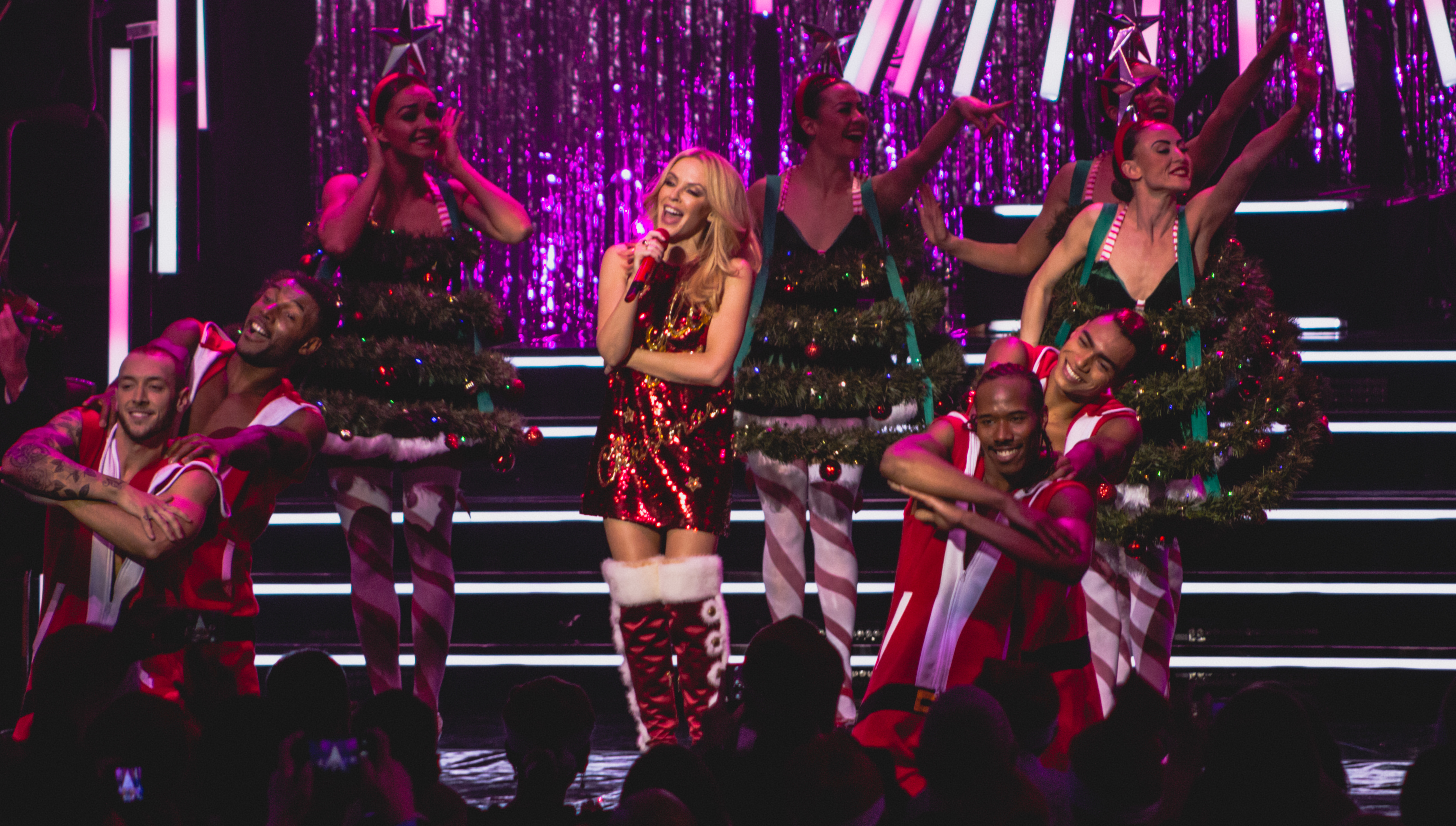
Kylie Minogue durante il A Kylie Christmas Concert presso Royal Albert Hall di Londra.

L'album è stato supportato da due performance sold-out il 9 e 10 dicembre 2016, alla Royal Albert Hall di Londra, nell'ambito della sua serie di concerti natalizi iniziati nel 2015 denominati A Kylie Christmas Concert.
Il 4 novembre 2016 è stato rilasciato il primo singolo di supporto alla riedizione dell'album, intitolato At Christmas. Il 9 dicembre 2016 viene rilasciata la collaborazione Wonderful Christmastime con il cantautore Mika.

## Tracce
1. It's the Most Wonderful Time of the Year – 2:44 (Edward Pola, George Wyle)
2. Santa Claus Is Coming to Town – 2:15 (J. Fred Coots, Haven Gillespie)
3. Winter Wonderland – 1:53 (Felix Bernard, Dick Smith)
4. Only You – 3:05 (Vince Clarke)
5. Stay Another Day – 3:40 (Dominic Hawken, Robert Kean, Anthony Mortimer)
6. Christmas Wrapping – 5:05 (Chris Butler)
7. At Christmas – 3:46 (Daniel Davidsen, Patrick Joseph Devine, Peter Wallevik)
8. I'm Gonna Be Warm This Winter – 2:29 (Mark Barkan, Hank Hunter)
9. Every Day's Like Christmas – 4:12 (Mikkel Storleer Eriksen, Tor Erik Hermansen, Chris Martin)
10. Wonderful Christmastime – 3:42 (Paul McCartney)
11. 100 Degrees – 4:31 (Stephen Anderson, Ash Howes, Kylie Minogue, Richard "Biff" Stannard)
12. Let It Snow – 1:56 (Sammy Cahn, Jule Styne)
13. I Wish It Could Be Christmas Everyday – 4:14 (Roy Wood)
14. White December – 3:07 (Kylie Minogue, Karen Poole, Matt Prime)
15. 2000 Miles – 3:34 (Chrissie Hynde)
16. Santa Baby – 3:22 (Joan Javits, Philip Springer, Tony Springer)
17. Christmas Isn't Christmas 'Til You Get Here – 3:03 (Steve Anderson, Kylie Minogue, Karen Poole)
18. Have Yourself a Merry Little Christmas – 3:21 (Ralph Blane, Hugh Martin)
19. Oh Santa – 2:38 (Stephen Anderson, Ash Howes, Kylie Minogue, Richard "Biff" Stannard)
20. Cried Out Christmas – 3:46 (Kylie Minogue, Karen Poole, Matt Prime)
21. Christmas Lights – 4:06 (Guy Berryman, Jonathan Mark Buckland, William Champion, Chris Martin)
22. Everybody's Free (To Feel Good) – 2:10 (Tim Cox, Nigel Swanston)

## Classifiche
| Classifica (2016) | Posizione massima |
| ----------------- | ----------------- |
| Australia         | 30                |
| Belgio (Fiandre)  | 106               |
| Belgio (Vallonia) | 88                |
| Francia           | 179               |
| Irlanda           | 11                |
| Nuova Zelanda     | 8                 |
| Paesi Bassi       | 64                |
| Regno Unito       | 41                |